# Louise Anne Bouchard
Louise Anne Bouchard (* 23. Mai 1955 in Montreal, Kanada) ist eine kanadisch-schweizerische Schriftstellerin.

## Leben
Louise Anne Bouchard absolvierte zunächst eine Ausbildung zur Fotografin und studierte anschließend Literaturwissenschaft an der Université du Québec à Montréal. Sie schreibt vor allem Romane, Erzählungen und Drehbücher für Film und Fernsehen. Seit 1991 lebt sie in der Schweiz.

## Auszeichnungen
- 1994: Prix Contrepoint für La Fureur

## Werke
- Cette fois, Jeanne... Roman. Montreal 1987.
- La Fureur. Roman. Lausanne 1993.
- Pierre va se remarier avec Florence Cordobes. Roman. Lausanne 1995.
- Clélia fait enfin amende honorable. Roman. Lausanne 1997.
- Les Sans-Soleil. Roman. Lausanne 1999.
- Vai Piano. Roman. Lausanne 2001.
- Montréal privé, Montreal 2003.
- Bleu Magritte, Vevey 2010.
- Du Cœur à l’Ouvrage, Vevey 2012.
- L’Effet Popescu. BSN Press, Lausanne 2012, ISBN 978-616-90781-9-7.
- Rumeurs, Lausanne 2014.
- Les Sans-Soleil, Lausanne 2016.
- Nora, Genf 2018.
- Tiercé dans l’ordre, Lausanne 2018.
- Ecce Homo. Nouvelles noires, Lausanne 2020, ISBN 978-2-8251-4822-8.
- Delirium, Ardon 2021, ISBN 978-2-9701503-2-9.